# Alue Deah Teungoh
Alue Deah Teungoh is een bestuurslaag in het regentschap Banda Aceh van de provincie Atjeh, Indonesië. Alue Deah Teungoh telt 1076 inwoners (volkstelling 2010).